# کنود بورگ اورگارد
کنود بورگ اورگارد (دانمارکی: Knud Børge Overgaard; ۲۱ مارس ۱۹۱۸ – ۲۰ اکتبر ۱۹۸۵) بازیکن فوتبال اهل دانمارک بود.
از باشگاه‌هایی که در آن بازی کرده‌است می‌توان به باشگاه ورزشی آرهوس اشاره کرد.
وی همچنین در تیم ملی فوتبال دانمارک بازی کرده‌است.
وی در مسابقات کشوری و بین‌المللی در مجموع برندهٔ ۱ مدال برنز شده‌است.